# Disamare

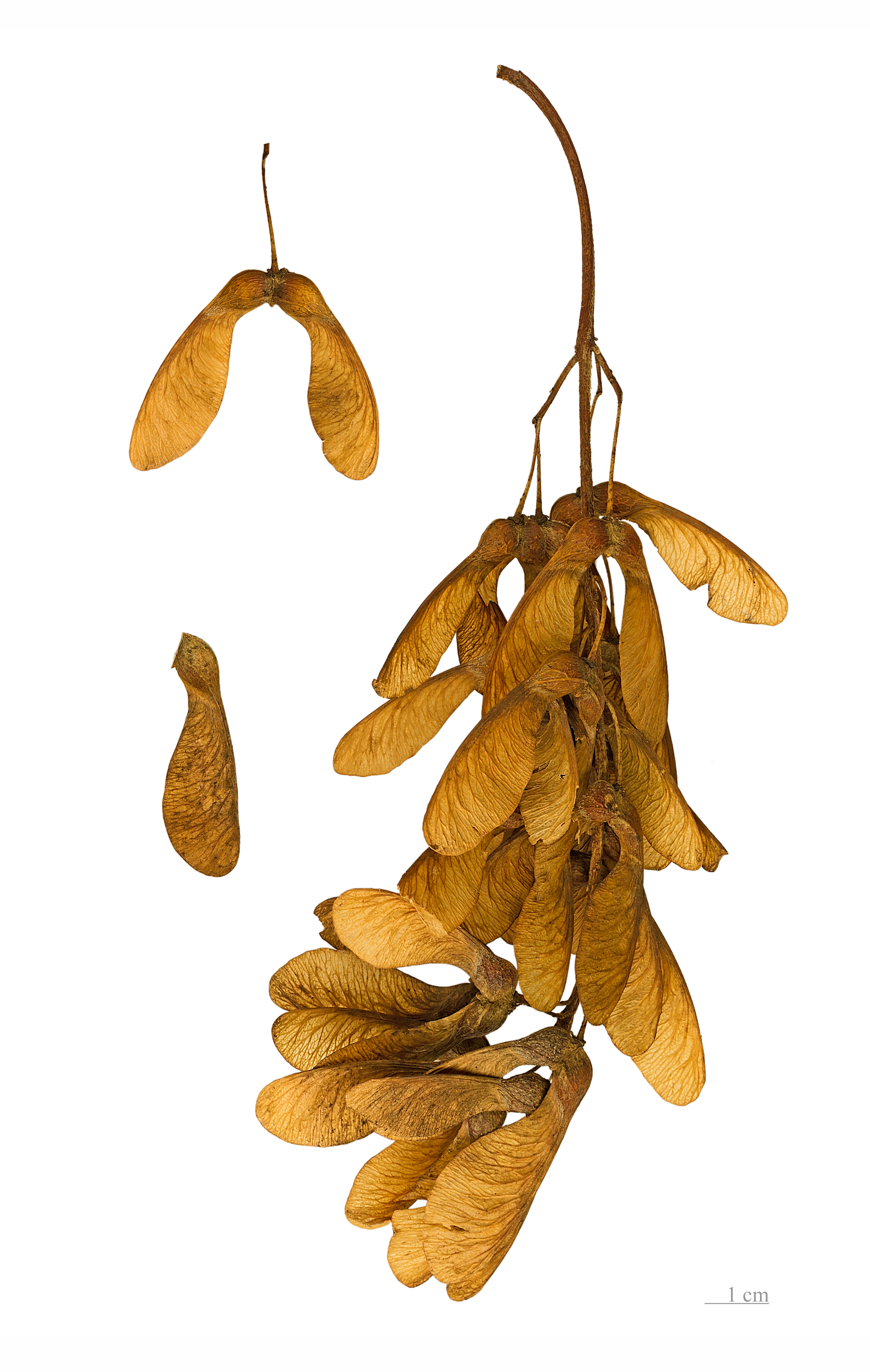
Akènes de l'érable sycomore - Muséum de Toulouse

En botanique, la disamare est une samare double, un ensemble de deux akènes jumeaux, équipé chacun d'une ailette membraneuse permettant la dispersion par le vent, par rotation semblable à celle d'un rotor d'hélicoptère.

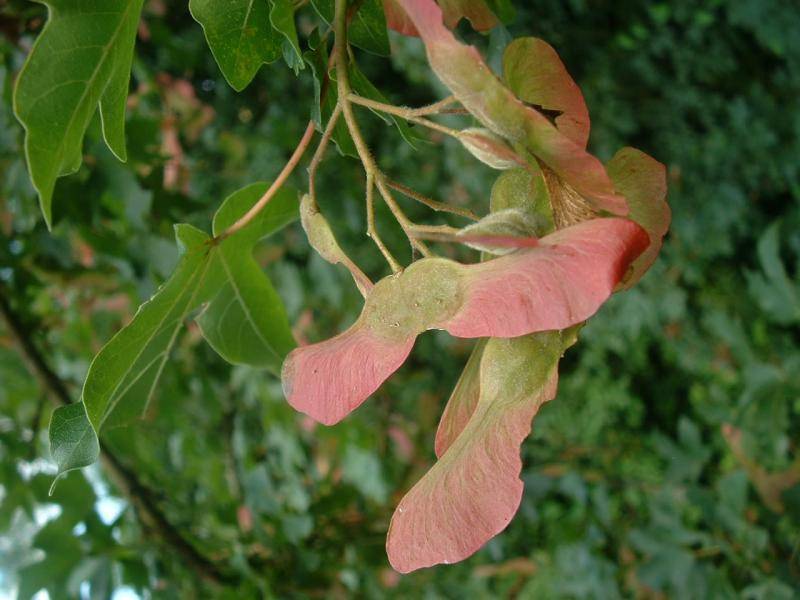
Érable champêtre
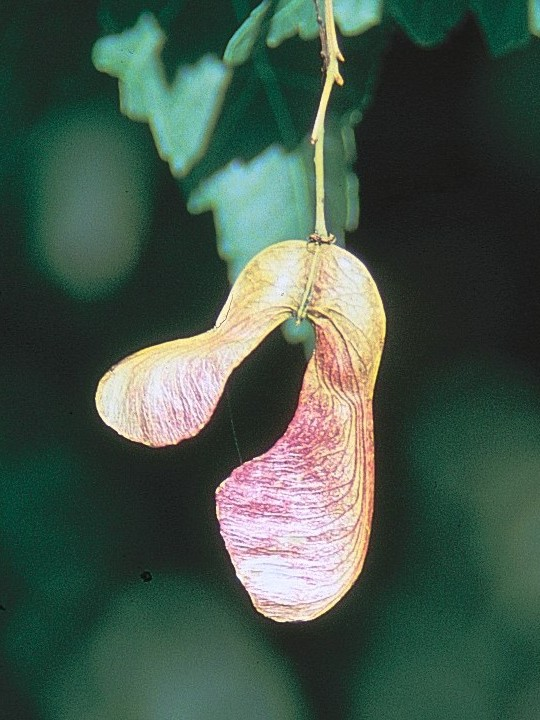
Érable de Tartarie
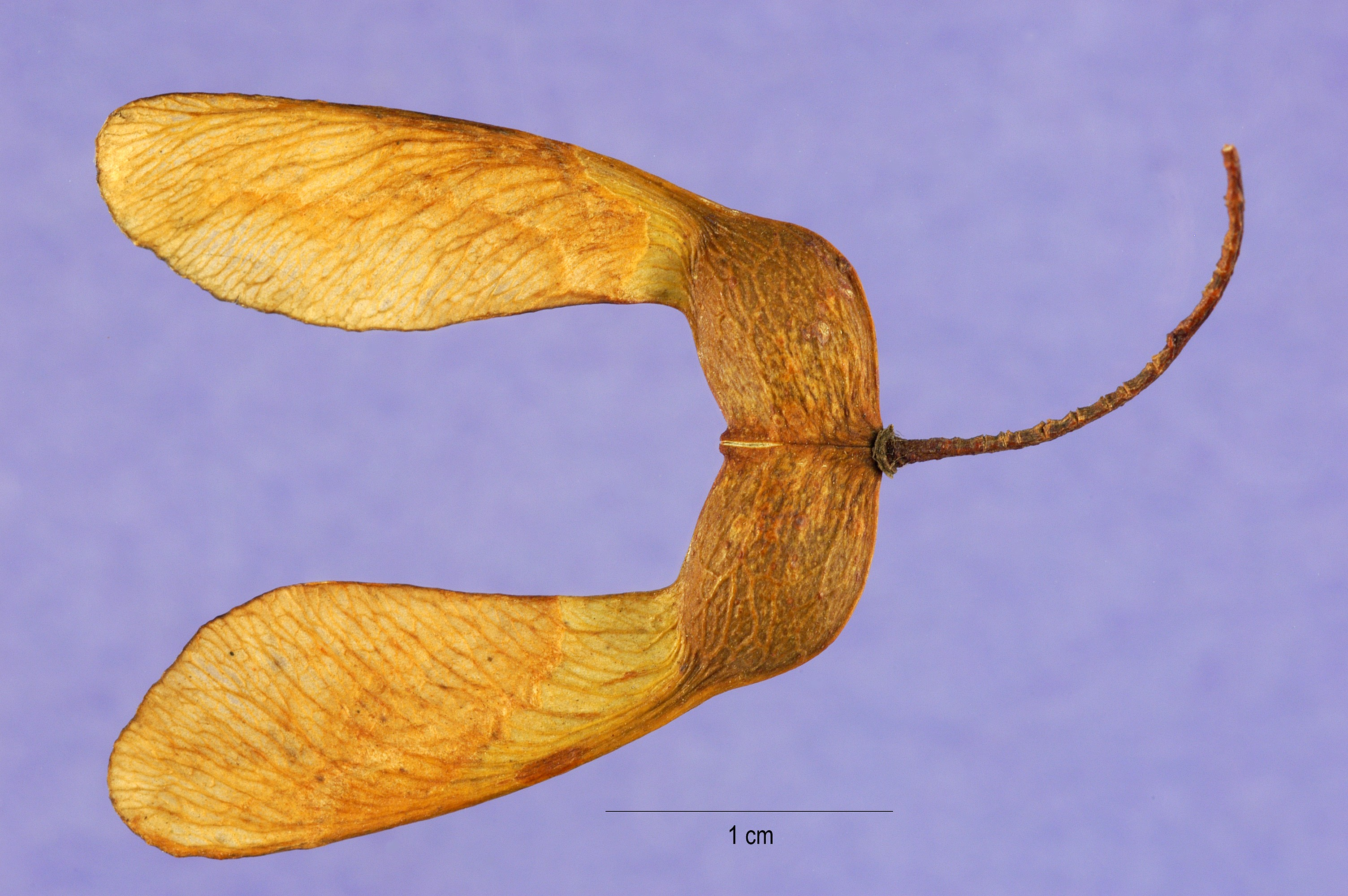
Érable à sucre